# Lampa zliczająca
Lampa zliczająca to lampa elektronowa licząca impulsy w systemie dziesiętnym (od 0 do 9). Niektóre z nich również wyświetlają wynik zliczania.

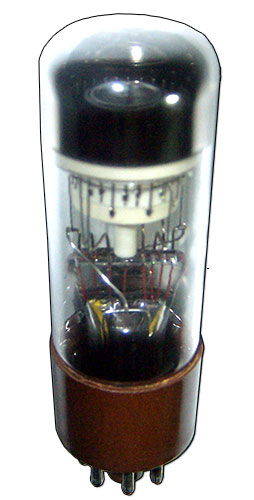
Dekatron

## Rodzaje lamp zliczających

### Dekatron

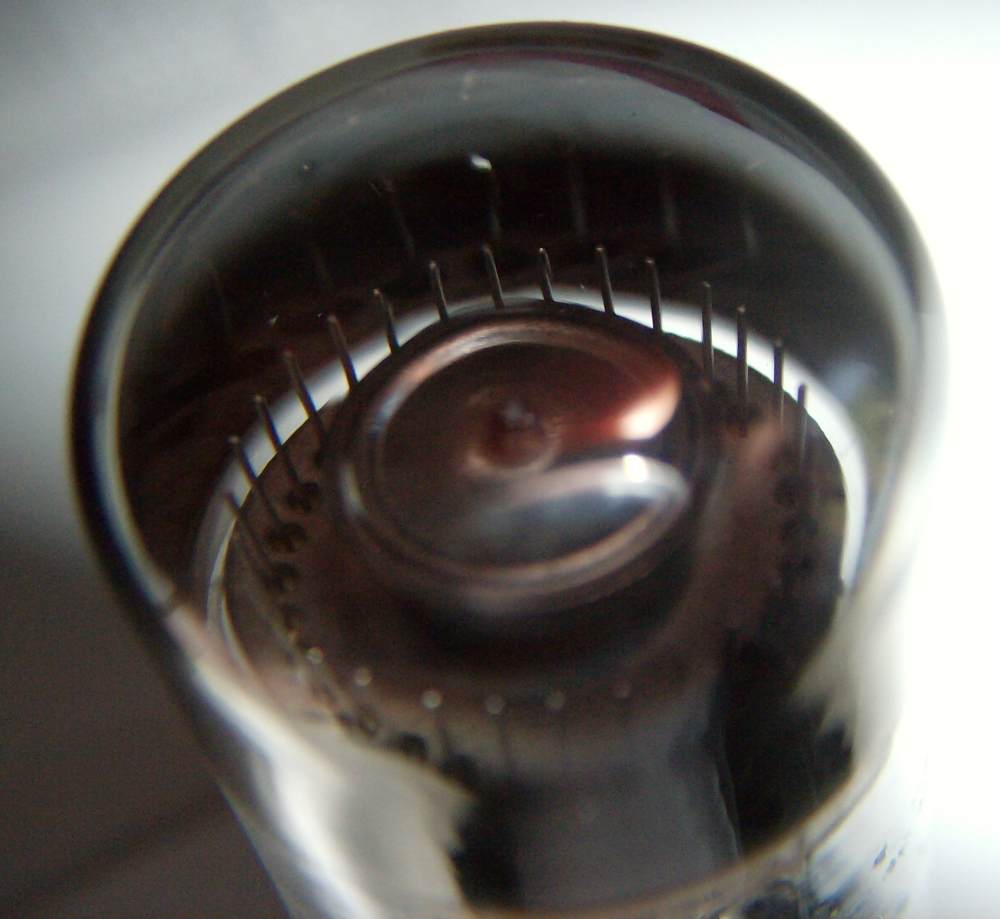

Dekatron to gazowana lampa zliczająca posiadająca dziesięć katod wyświetlających wynik w postaci przesuwającego się punktu świetlnego podświetlającego cyfry rozmieszczone na okręgu. W jednym elemencie realizuje funkcję dekady (licznika) i wyświetlacza.

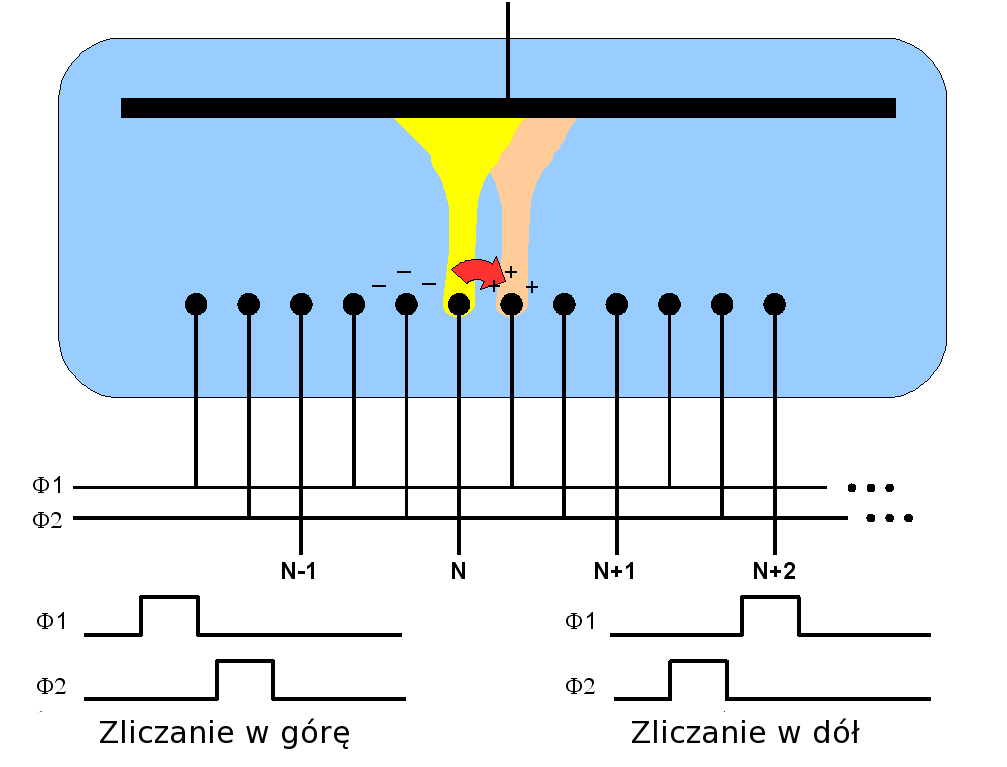
Zasada działania dekatronu liczącego w obie strony.

Liczenie jest realizowane poprzez przykładanie impulsów na zestawy dodatkowych katod, co powoduje przeskakiwanie wyładowania jarzeniowego na następną pozycję. Dekatrony zawierające 2 zespoły dodatkowych elektrod (po 10) poprzez odpowiednią sekwencję impulsów sterujących mogą liczyć w obie strony, pozostałe dekatrony zaś są zbudowane niesymetrycznie, tak aby jarzący się obłok przeskakiwał zawsze tylko w jedną stronę. Dekatrony posiadają dodatkowy element pozwalający na zerowanie licznika oraz wyprowadzenie z dziesiątej katody, generujące przeniesienie do następnej dekady. W zależności od typu lampy maksymalna częstotliwość zliczanych impulsów waha się od kilku kHz do 2 MHz.
Przykładowe typy dekatronów: CGA10G, Z303C.

### Selektor

Animacja pokazująca działanie dekatronu

Selektor to rodzaj dekatronu, który posiada zewnętrzne wyprowadzenia katod. Umożliwia to wykorzystanie go jako lampy przełączającej dodatkowe zewnętrzne obwody elektroniczne, na przykład elektroniczne wybieraki, komutatory lub elementy odczytowe.  
Przykładowe typy selektorów: GSA10G, Z502S.

### Trochotron
Trochotrony to zliczające próżniowe lampy elektropromieniowe. Do zliczania wykorzystuje się w nich wiązkę elektronów emitowanych przez żarzoną katodę. Wiązka porusza się w skrzyżowanych polach elektrycznym i magnetycznym, wytworzonym za pomocą magnesu stałego (umieszczonego wewnątrz lub na zewnątrz lampy). Maksymalna częstotliwość pracy dochodzi do 2MHz.
Przykładowe typy trochotronów: RYG13, 6700 (z magnesem zewnętrznym), BX10000, 6710 (z magnesem wewnętrznym), BX4000 (z niskim napięciem sterującym, przystosowana do współpracy z układami tranzystorowymi).

### Lampa elektropromieniowa E1T

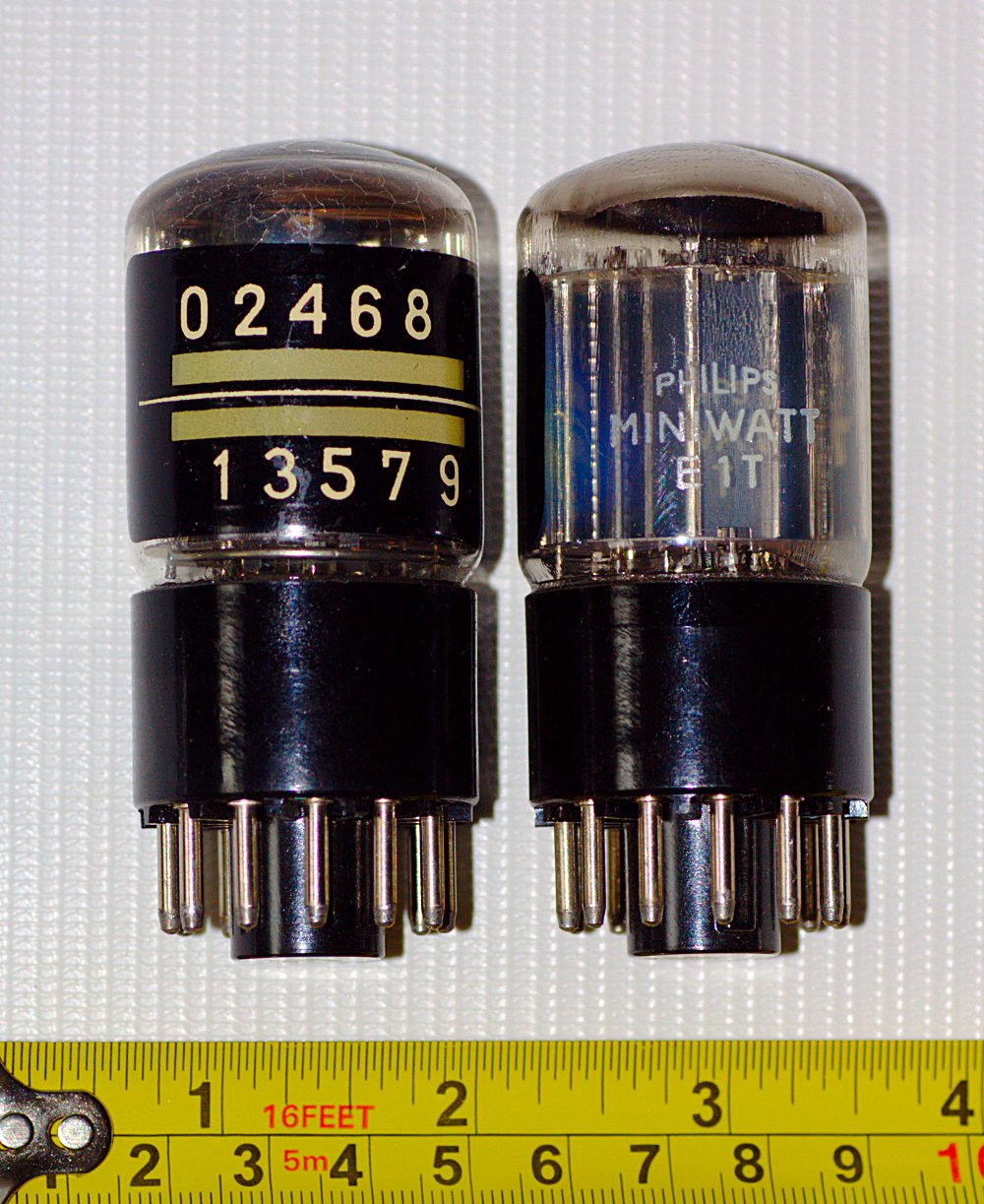
Lampa zliczająca E1T

E1T to lampa próżniowa z żarzoną katodą tlenkową, umożliwiająca bezpośredni odczyt na ekranie luminescencyjnym umieszczonym na wewnętrznej powierzchni bańki. Impulsy są przykładane do elektrody odchylającej i powodują przeskok strumienia pomiędzy otworami odpowiednio ukształtowanych anod. Przechodzący przez otwory strumień elektronów trafia na ekran luminescencyjny. Zliczane impulsy muszą mieć ściśle określoną amplitudę i kształt (krótki czas narastania oraz długi czas opadania), co komplikuje układ sterowania. Maksymalna częstotliwość zliczanych impulsów wynosi 100-300 kHz.
Lampy E1T zostały opracowane w firmie Philips i były jedyną konstrukcją działającą na tej zasadzie. W Polsce produkował je Przemysłowy Instytut Elektroniki pod nazwą ELW1.